# Machaerota choui
Machaerota choui är en insektsart som beskrevs av Lu 1982. Machaerota choui ingår i släktet Machaerota och familjen Machaerotidae. Inga underarter finns listade i Catalogue of Life.